# Marie Alžběta z Eggenbergu
Marie Alžběta z Eggenbergu či z Eggenberka (německy Maria Elisabeth von Eggenberg; 26. září 1640 Štýrský Hradec – 19. května 1715 Vídeň) byla česko-rakouská princezna z rodu Eggenbergů a sňatkem kněžna z Ditrichštejna-Mikulova (1656–1698).

## Život

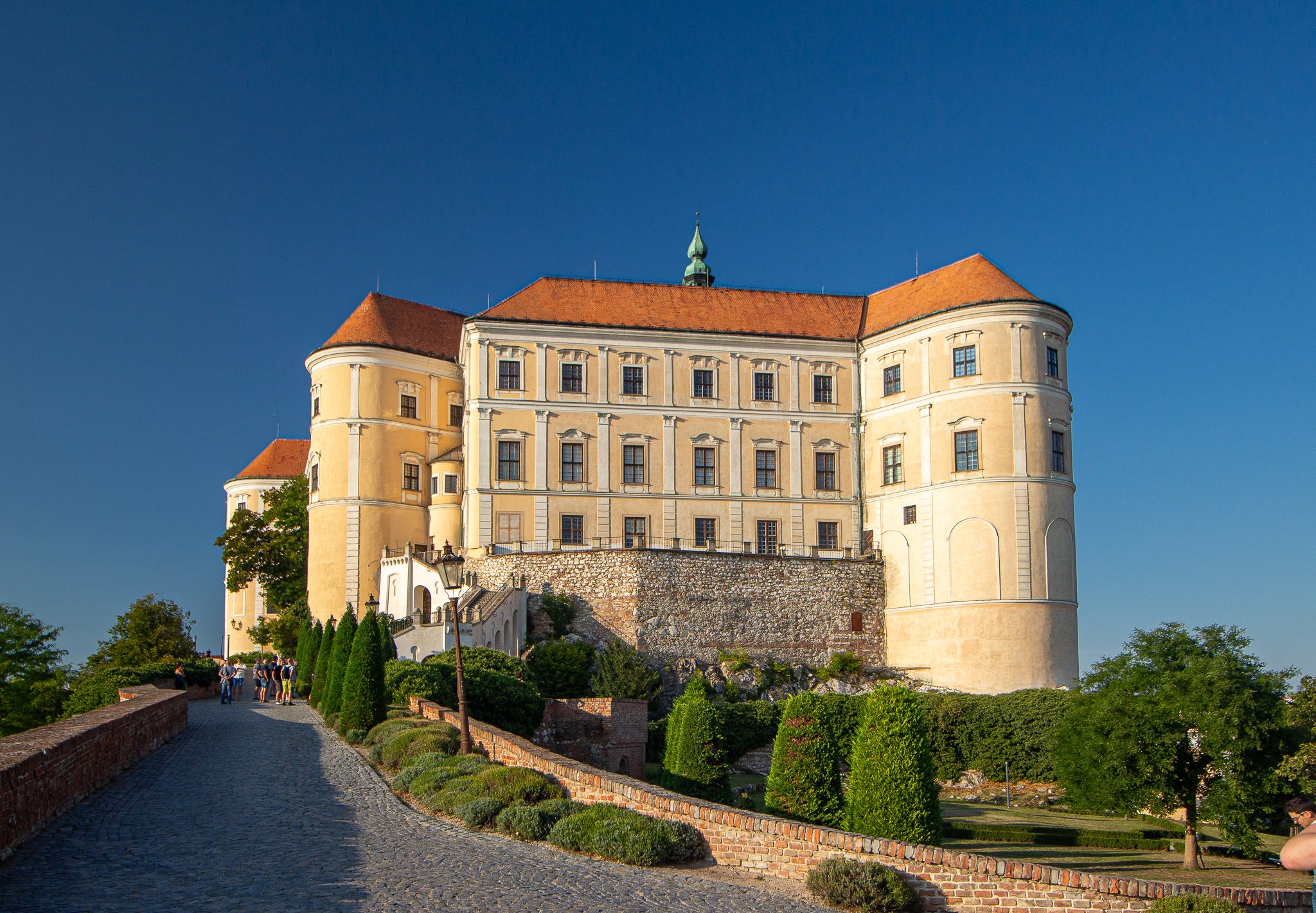
Zámek Mikulov, jižní průčelí

Narodila se jako dcera knížete Jana Antonína I. z Egenberka (1610–1649) a jeho manželky markraběnky Anny Marie Braniborsko-Bayreuthské (1609–1680), dcery markraběte Kristiána Braniborsko-Bayreuthského a jeho manželky, princezny Marie Pruské, dcery pruského vévody Albrechta Bedřicha.
Marie Alžběta z Eggenbergu zemřela dne 19. května 1715 ve Vídni ve věku 74 let. Poté byla pohřbena v Ditrichštejnské hrobce v Mikulově.

## Manželství a rodina

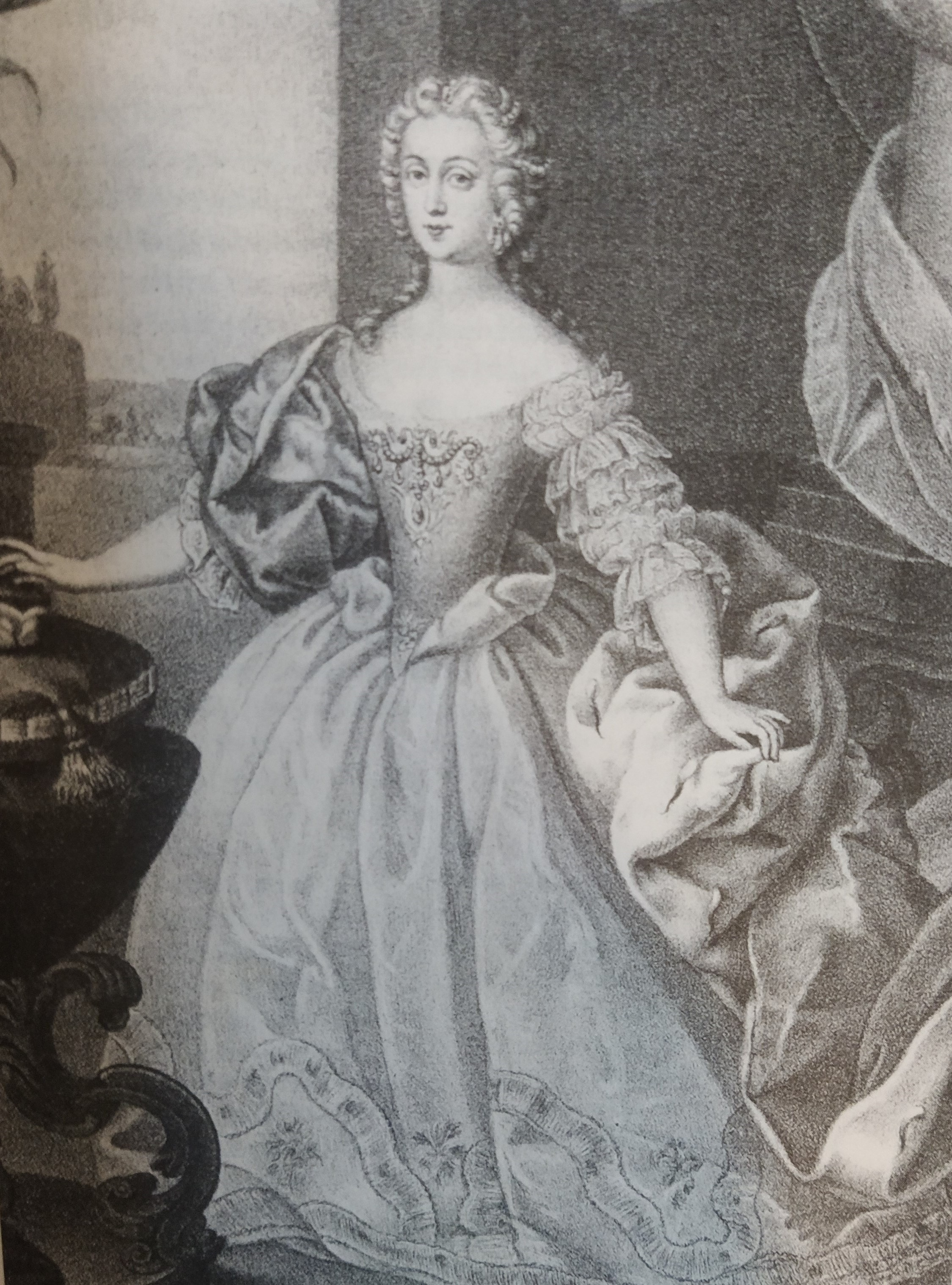
Litografie podle starší předlohy, sbírky Regionálního muzea v Mikulově. Robert Theer, 1844.

V 16 letech 7. února 1656 se Marie Alžběta ve Štýrském Hradci provdala za 20letého knížete Ferdinanda Josefa z Ditrichštejna (25. září 1636 Vídeň – 28. listopadu 1698 tamtéž).
Marie Alžběta a Ferdinand Josef měli 19 dětí:
- Anna Marie (2. února 1657 – 21. května 1659)
- Zikmund František (21. dubna 1658 – 26. srpna 1667)
- Leopold Ignác Josef (16. srpna 1660, Eggenberg – 13. července 1708), 4. (3.) kníže z Ditrichštejna, ženatý 13. července 1687 s hraběnkou Marií Godofredou Dorotheou von Salm (29. září 1667 – 19. ledna 1732, Vídeň)
- Erdmunda Marie z Ditrichštejna-Mikulova (17. dubna 1662 16. března 1737), od roku 1681 provdaná za panujícího knížete z Lichtenštejna Jana Adama I. († 1712)
- Karel Josef z Ditrichštejna (17. července 1663 – 29. září 1693), hrabě z Ditrichštejna, od 16. května 1690 ženatý s hraběnkou Alžbětou Helenou z Herbersteinu (asi 1670 – 27. listopadu 1710)
- Walter František Xaver (18. září 1664 – 3. listopadu 1738), 5. (4.) kníže z Ditrichštejna-Mikulova, dvakrát ženatý: I. od 12. července 1687 se Zuzanou Kateřinou Liborií Prakšickou ze Zástřizl (1637 – 9. dubna 1691), II. od 30. srpna 1693 v Brně s Karolínu Maxmiliánu Pruskovskou z Pruskova (2. září 1674 – 9. září 1734)
- Františka (*/† 22. října 1665)
- Maxmilián (*/† 25. srpna 1666)
- Markéta (17. září 1667 – 24. srpna 1682)
- Marie Aloisie (28. listopadu 1668 – 24. dubna 1673)
- Václav Dominik Lukáš (18. října 1670 – 24. dubna 1673)
- Kristián (*/† 5. prosince 1672)
- Klaudie Felicitas Josefa (25. dubna 1674 – 10. září 1682)
- Marie Josefa Antonie Kajetana Rosa (13. listopadu 1675 – 16. listopadu 1675)
- Ferdinand (*/† 1676)
- Marie Šarlota Anna (20. září 1677 – 21. srpna 1682)
- Jakub Antonín (24. července 1678 – 15. května 1721), hrabě, dvakrát ženatý: I. od roku 1709 s hraběnkou Marií Karolinou z Wolfsthalu († 15. ledna 1711), II. od 23. října 1715 s hraběnkou Marií Františkou Žofií ze Starhembergu (1. září 1688 – 1. prosince 1757 Vídeň)
- Raimund Josef (18. června 1679 – 18. srpna 1682)
- Dominika Marie Anna (30. července 1685 – 3. března 1694)